# ヴァランスTGV駅
ヴァランスTGV駅(ヴァランスTGVえき、Gare de Valence TGV)はフランス中部のヴァランスにあるフランス国鉄の鉄道駅である。2001年開業。LGV地中海線とヴァランス-グルノーブル間の在来線の交点にあり、LGVが下層階、在来線が上層階の2層構造で双方にホームがある。駅の北にLGVローヌ・アルプ線と地中海線の境界点があり、同地点から在来線のヴァランス・ヴィル駅方面への連絡線が分岐している。
LGVの駅にはパリのリヨン駅とマルセイユ（サン・シャルル駅）など南フランス各地を結ぶTGVが停車する。リヨン、リール等を終点とする列車もある。

## 隣の駅
LGV地中海線、ローヌ・アルプ線
リヨン・サン＝テグジュペリTGV駅 - ヴァランスTGV駅 - アヴィニョンTGV駅、ニーム駅（在来線上）